# Chamorchis alpina
La gramignola alpina (Chamorchis alpina (L.) Rich., 1817) è una pianta erbacea spontanea in Italia, appartenente alla famiglia delle Orchidacee. È l'unica specie del genere Chamorchis.

## Etimologia
Il nome generico (Chamorchis) significa, nella prima parte della parola (derivata dal greco khamai), "sul terreno, umile, strisciante" facendo riferimento alle dimensioni minute di questa orchidea (probabilmente è la più piccola orchidea europea). L'epiteto specifico (alpina) fa riferimento al suo abituale areale.
Il binomio scientifico di questa pianta inizialmente era Orchis alpina, proposta dal botanico e naturalista svedese Carl von Linné (1707 - 1778) in una pubblicazione del 1753, modificato successivamente in quello attualmente accettato (Chamorchis alpina), proposto dal botanico francese Louis Claude Marie Richard (1754 – 1821) nella pubblicazione dal titolo  De Orchideis Europaeis Annotationes del 1817.
In lingua tedesca questa pianta si chiama Zwergorchis oppure Zwergstendel; in francese si chiama Chamorchis des Alpes.

## Descrizione

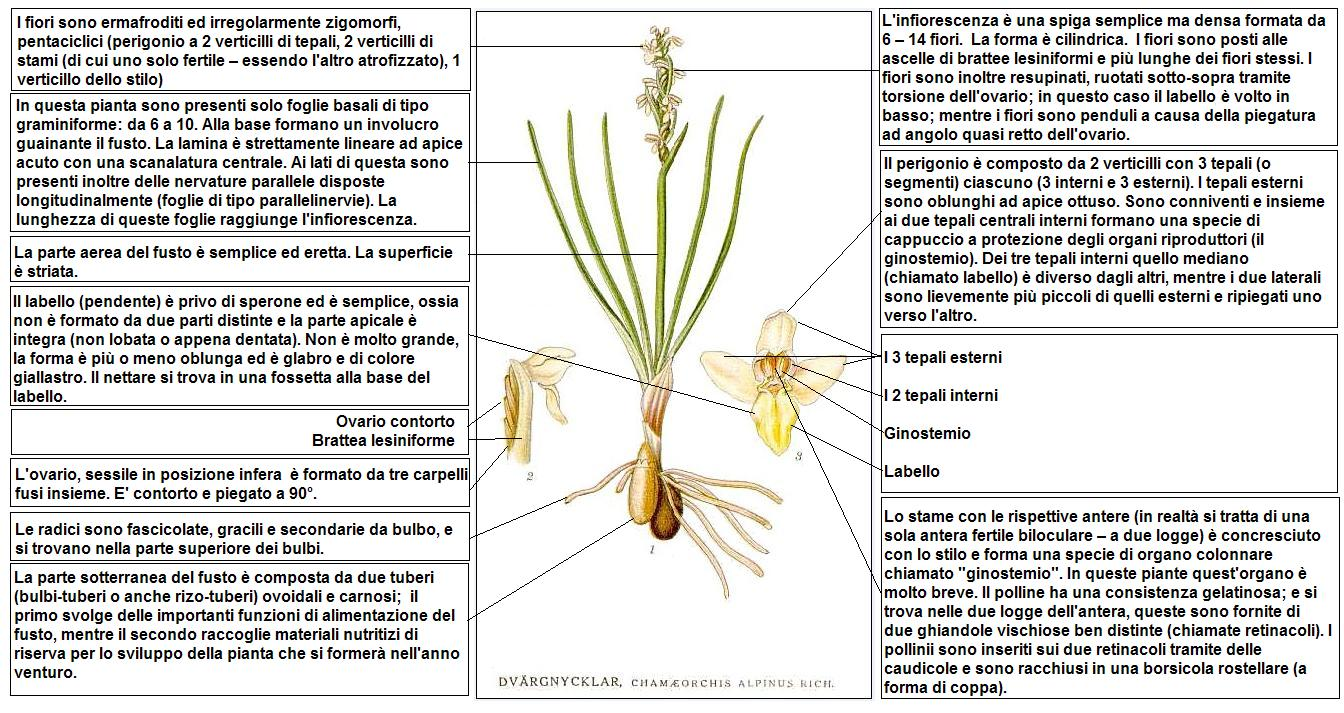
Descrizione delle parti della pianta

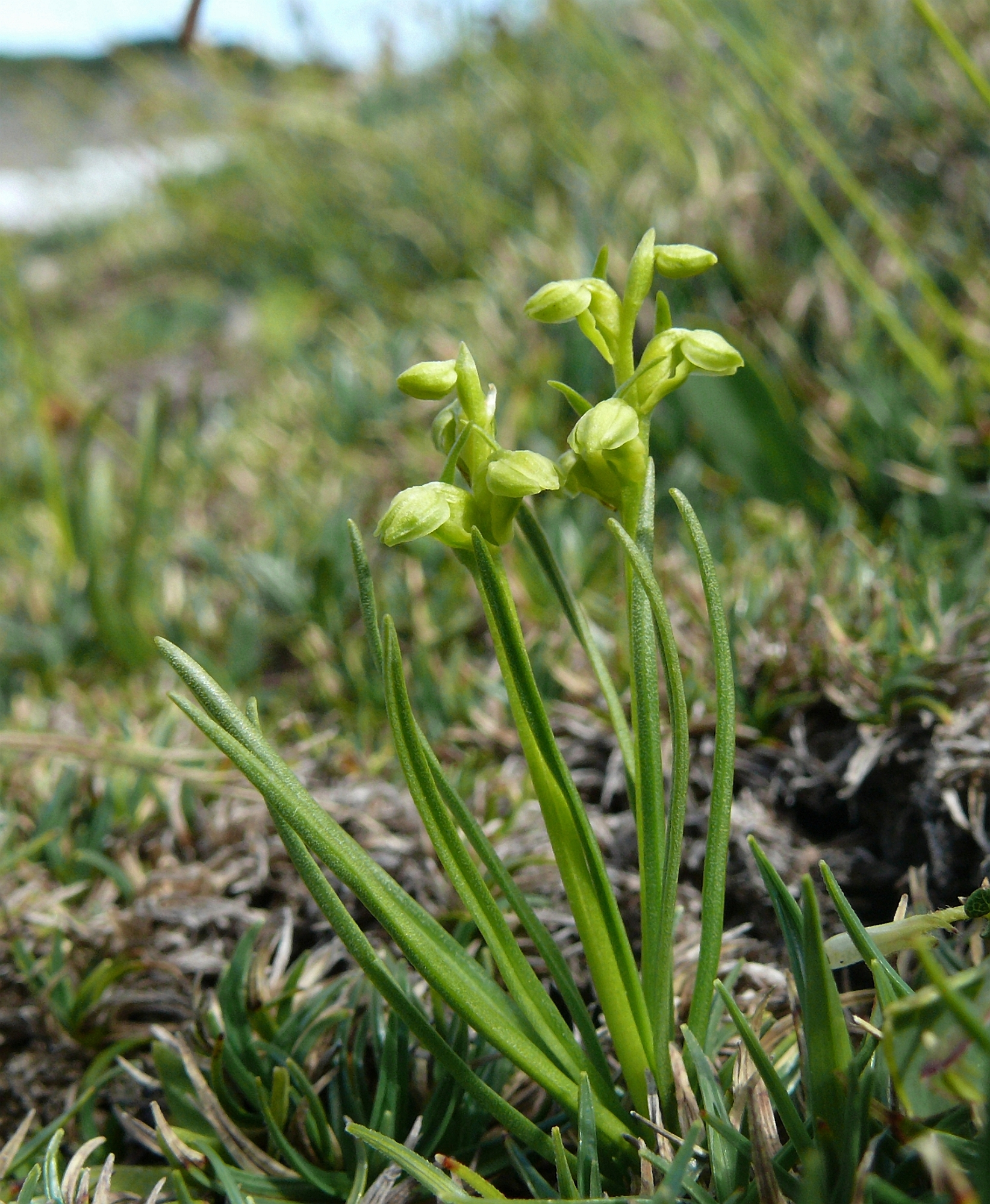
Il portamento

È una pianta erbacea glabra alta 4 – 10 cm. La forma biologica è geofita bulbosa (G bulb), ossia sono piante perenni che portano le gemme in posizione sotterranea. Durante la stagione avversa non presentano organi aerei e le gemme si trovano in organi sotterranei chiamati bulbi o tuberi, organi di riserva che annualmente producono nuovi fusti, foglie e fiori. È un'orchidea terrestre in quanto contrariamente ad altre specie, non è “epifita”, ossia non vive su altri vegetali di maggiori proporzioni.

### Radici
Le radici sono fascicolate, gracili e secondarie da bulbo, e si trovano nella parte superiore dei bulbi.

### Fusto
- Parte ipogea: la parte sotterranea del fusto è composta da due tuberi (bulbi-tuberi o anche rizo-tuberi) ovoidali e carnosi;  il primo svolge delle importanti funzioni di alimentazione del fusto, mentre il secondo raccoglie materiali nutritizi di riserva per lo sviluppo della pianta che si formerà nell'anno venturo.
- Parte epigea: la parte aerea del fusto è semplice ed eretta. La superficie è striata.

### Foglie

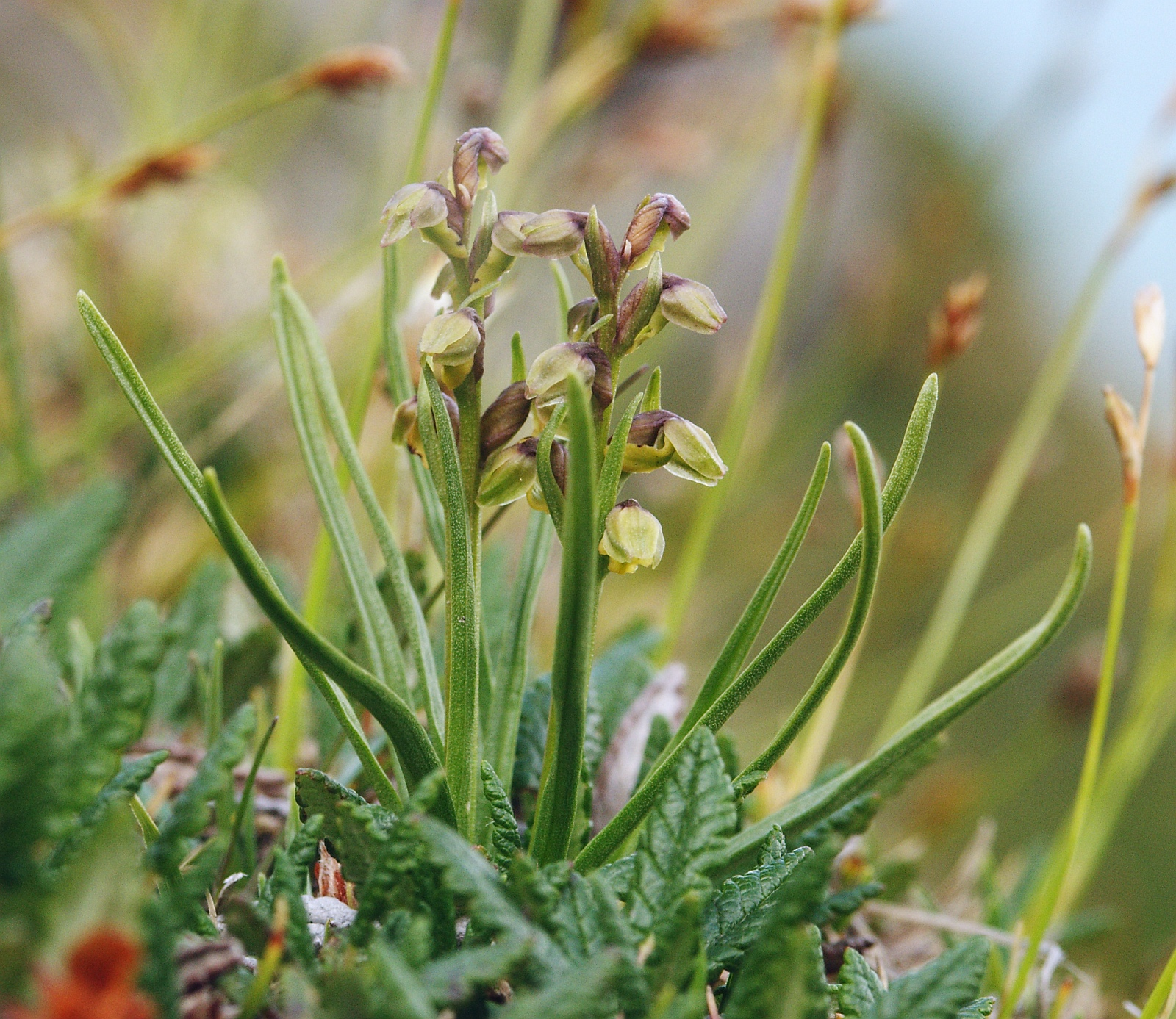
Le foglie

In questa pianta sono presenti solo foglie basali di tipo graminiforme: da 6 a 10. Alla base formano un involucro guainante il fusto. La lamina è strettamente lineare ad apice acuto con una scanalatura centrale. Ai lati di questa sono presenti inoltre delle nervature parallele disposte longitudinalmente (foglie di tipo parallelinervie). La lunghezza di queste foglie raggiunge l'infiorescenza. Dimensioni delle foglie: larghezza 1,5 – 2 mm; lunghezza 30 – 60 mm.

### Infiorescenza

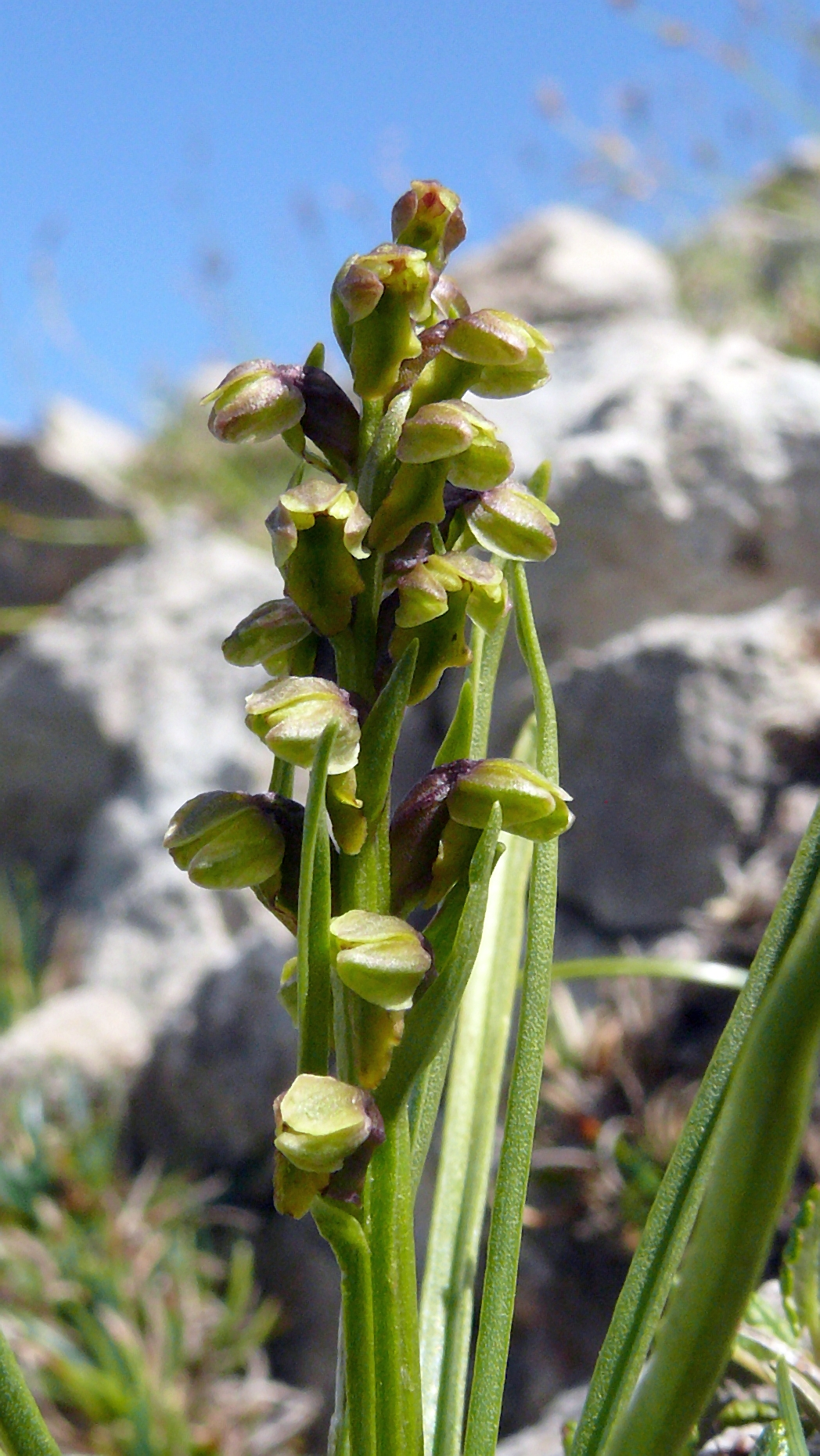
Infiorescenza

L'infiorescenza è una spiga semplice ma densa formata da 6 – 14 fiori.  La forma è cilindrica.  I fiori sono posti alle ascelle di brattee lesiniformi e più lunghe dei fiori stessi. I fiori sono inoltre resupinati, ruotati sottosopra tramite torsione dell'ovario; in questo caso il labello è volto in basso; mentre i fiori sono penduli a causa della piegatura ad angolo quasi retto dell'ovario. Dimensione delle brattee inferiori (quelle più grandi): larghezza 1,5 – 2 mm; lunghezza 8 – 9 mm. Lunghezza dell'infiorescenza: 1 – 4 cm.

### Fiore

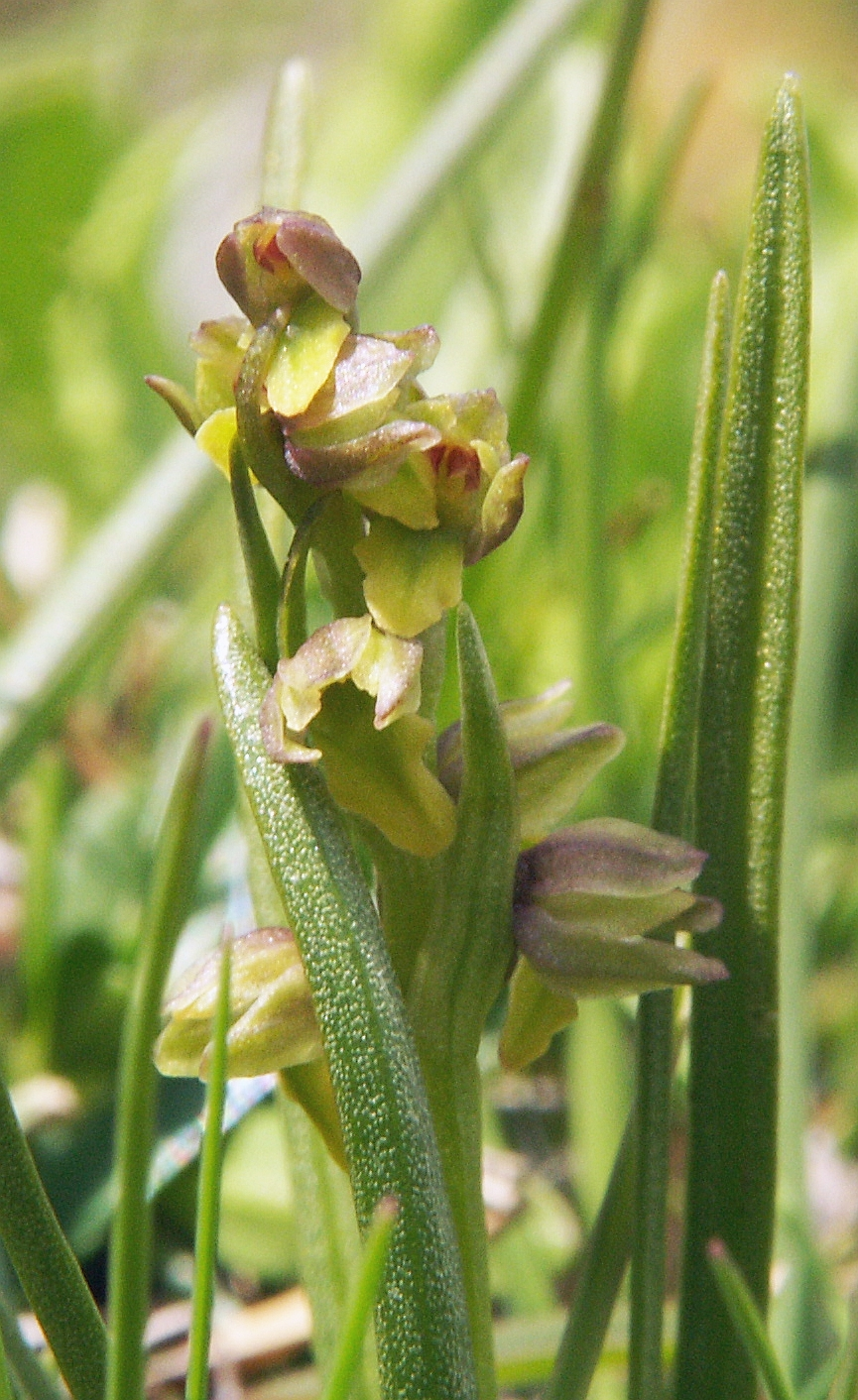
I fiori

I fiori sono ermafroditi ed irregolarmente zigomorfi, pentaciclici (perigonio a 2 verticilli di tepali, 2 verticilli di stami (di cui uno solo fertile – essendo l'altro atrofizzato), 1 verticillo dello stilo). Il colore dei fiori è verdognolo con sfumature bruno-violacee nelle zone esterne; sono inodori. Dimensione dei fiori: 3 – 5 mm.
- Formula fiorale: per questa pianta viene indicata la seguente formula fiorale:

P 3+3, [A 1, G (3)]
- Perigonio: il perigonio è composto da 2 verticilli con 3 tepali (o segmenti) ciascuno (3 interni e 3 esterni). I tepali esterni sono oblunghi ad apice ottuso. Sono conniventi e insieme ai due tepali centrali interni formano una specie di cappuccio a protezione degli organi riproduttori (il ginostemio). Dei tre tepali interni quello mediano (chiamato labello) è diverso dagli altri, mentre i due laterali sono lievemente più piccoli di quelli esterni e ripiegati uno verso l'altro. Lunghezza dei tepali: 3 mm.
- Labello: il labello (pendente) è privo di sperone ed è semplice, ossia non è formato da due parti distinte e la parte apicale è integra (non lobata o appena dentata). Non è molto grande, la forma è più o meno oblunga ed è glabro e di colore giallastro. Il nettare si trova in una fossetta alla base del labello. Dimensione del labello: larghezza 2 mm; lunghezza 3 – 4 mm.
- Ginostemio:  lo stame con le rispettive antere (in realtà si tratta di una sola antera fertile biloculare – a due logge) è concresciuto con lo stilo e forma una specie di organo colonnare chiamato "ginostemio"[5]. In queste piante quest'organo è molto breve. Il polline ha una consistenza gelatinosa; e si trova nelle due logge dell'antera, queste sono fornite di due ghiandole vischiose ben distinte (chiamate retinacoli). I pollinii sono inseriti sui due retinacoli tramite delle caudicole e sono racchiusi in una borsicola rostellare (a forma di coppa). L'ovario, sessile in posizione infera  è formato da tre carpelli fusi insieme[6]. È inoltre contorto e piegato a 90°.
- Fioritura: da luglio ad agosto.

### Frutti

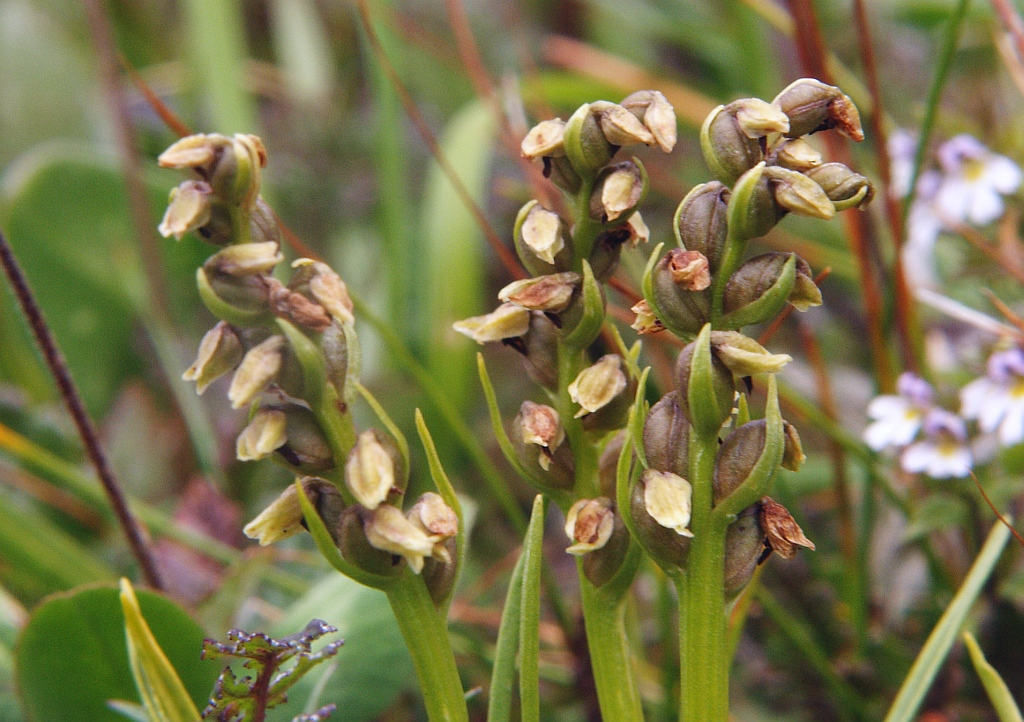
I frutti

Il frutto è una capsula.  Al suo interno sono contenuti numerosi minutissimi semi piatti. Questi semi sono privi di endosperma e gli embrioni contenuti in essi sono poco differenziati in quanto formati da poche cellule. Queste piante vivono in stretta simbiosi con micorrize endotrofiche, questo significa che i semi possono svilupparsi solamente dopo essere infettati dalle spore di funghi micorrizici (infestazione di ife fungine). Questo meccanismo è necessario in quanto i semi da soli hanno poche sostanze di riserva per una germinazione in proprio.

## Biologia
La riproduzione di questa pianta può avvenire in due modi: 
- per via sessuata grazie all'impollinazione degli insetti pronubi (Ditteri); la germinazione dei semi è tuttavia condizionata dalla presenza di funghi specifici (i semi sono privi di albume – vedi sopra).
- per via vegetativa in quanto uno dei due bulbi possiede la funzione vegetativa per cui può emettere gemme avventizie capaci di generare nuovi individui (l'altro bulbo generalmente è di riserva).

## Distribuzione e habitat
- Geoelemento: il tipo corologico (area di origine) è Artico-Alpino (Europeo).
- Diffusione: questa specie in Italia è diffusa solo nelle Alpi (escluse le province di Varese e Como) ed è considerata rara. Si trova anche sui versanti nord delle Alpi e sui monti Carpazi. È presente anche in Scandinavia.
- Habitat: l'habitat tipico per questa pianta sono i pascoli alpini e subalpini; ma anche le praterie alpine e i margini delle torbiere alpine. Il substrato preferito è calcareo con pH basico, bassi valori nutrizionali del terreno che deve essere secco.
- Diffusione altitudinale: sui rilievi queste piante si possono trovare dai 2000 fino a 2700 m s.l.m.; frequentano quindi i seguenti piani vegetazionali: subalpino e alpino.

### Fitosociologia
Dal punto di vista fitosociologico Chamorchis alpina appartiene alla seguente comunità vegetale:
Formazione: delle comunità delle praterie rase dei piani subalpino e alpino con dominanza di emicriptofite
Classe: Elyno-Seslerietea variae
Ordine: Seslerietalia variae
Alleanza: Seslerion variae

## Tassonomia
Il numero cromosomico di C. alpina è: 2n = 42

### Ibridi
Questa specie può formare il seguente ibrido intergenerico:
- × Chamodenia heteroglossa (Reichenb. fil.) Peitz 1970 (ibrido di Chamorchis alpina e Gymnadenia odoratissima)

### Sinonimi
- Ophrys alpina L. (1753) (basionimo)
- Chamaeorchis alpina L.C.Rich.
- Epipactis alpina (L.) Schrank (1792)
- Herminium alpinum (L.) Sweet (1826)
- Orchis alpina (L.) Scop. (1772)

### Specie simili
Ad un primo sguardo questa orchidea può essere confusa con la specie Coeloglossum viride (L.) Hartm.. Quest'ultima orchidea comunque si distingue per la maggiore altezza (fino a 25 cm) e per le foglie a forma ovata.

## Conservazione
Come tutte le orchidee è una specie protetta e quindi ne è vietata la raccolta e il commercio ai sensi della Convenzione sul commercio internazionale delle specie minacciate di estinzione (CITES).